# فهمي توفيق مقبل
فهمي توفيق مقبل (1944-2016) هو مؤلف وأكاديمي فلسطيني، ولد في قرية السنديانة بحيفا، وحصل على الليسانس بتخصص التاريخ عام 1974 والدبلوم العام بتخصص التربية عام 1975 من جامعة بيروت العربية بالإضافة إلى حصوله على دبلوم الدراسات العليا العربية والإسلامية (تاريخ إسلامي) من الجامعة نفسها عام 1979وأتم الدكتوراه عام 1983 من جامعة مانشستر في بريطانيا بالتاريخ الحديث من قسم الدراسات الشرقية.
تُوُفِي في 17نوفمبر 2016 في مدينة إربد بالأردن.

## سيرته
عمل مقبل في مجال التدريس لمدة سنة بجامعة قسنطينة بالجزائر في قسم التاريخ عام 1983، ثم سافر إلى السعودية وعمل مدرساً بجامعة الملك فيصل بالإحساء في قسم الدراسات الاجتماعية بكلية التربية عام 1984، وأستاذ مشارك عام 1995، وعضو بارز في العديد من الدوائر والأقسام كالمكتبة ولجنة المقابلات الشخصية والقبول والتسجيل وفي لجنة إعداد كتاب تاريخ نشأة الجامعة.
ألقى ما يزيد عن 50 محاضرة عامة لمؤسسات وجامعات علمية ونُشِرت مقالاته في العديد من الصحف العربية، وكان مساهماً في العديد من المؤتمرات والندوات العلمية داخل السعودية وخارجها.

## مؤلفاته وإصداراته التعليمية
من أهم مؤلفاته:
1. إثبات حق العرب والمسلمين في القدس وفلسطين ينفي إدعاء اليهود حقهم فيه.
2. رواد الإصلاح في العصر الحديث الأفغاني، رضا عبده الكواكبي.[7]
3. دور العرب في اكتشاف العالم الجديد (أمريكا).
4. العمل الإجتماعي ودوره العلاجي داخل المؤسسات الإصلاحية في المجتمع العربي.[8]
5. جغرافية فلسطين التاريخية ومنطقة عبر النهر وجنوب سوريا في نهاية القرن السادس عشر الميلادي.
6. خارطة القرى العربية المدمرة عام 1999.
7. مدينة جنين ومنطقتها عام 1964.

له إصدارات تعليمية منها:
1. موقف المملكة العربية السعودية من الهجرة اليهودية وتقسيم فلسطين 1933-1948.[9]
2. مكانة سليمان القانوني وأثره في تاريخ الشرق والغرب 1520-1566.
3. تساؤلات حول أسباب غياب المنافسة البحرية العثمانية في الكشوف الجغرافية للعالم الجديد 1492-1566.
4. شخصية الملك عبد العزيز في تاريخ فلسطين الحديث والمعاصر 1903-1953.
5. دراسة مقارنة بين رائدي الإصلاح محمد عبده وجمال الدين الأفغاني جوانب التماثل والتباين.
6. دور المؤسسات التربوية في مكافحة الشائعات.